# Мельников, Иван Иванович (1923—1944)
Иван Иванович Мельников (бел. Іван Іванавіч Мельнікаў; 29 января 1923, д. Николаевка Лоевский район — 27 декабря 1944) — советский военный разведчик в годы Великой Отечественной войны, заместитель командира специальной диверсионно-разведывательной группы «Джек».

## Биография
Иван Мельников родился 29 января 1923 года в деревне Николаевка (ныне — Лоевский район Гомельской области). Белорус. Окончил 7 классов школы в деревне Ручаёвка. После окончания школы работал помощником тракториста в подшефном хозяйстве областной газеты «Полесская правда». В середине 30- х годов семья переехала на жительство в Николаевскую область Украины, где работал прицепщиком. Перед войной семья возвратилась домой в Николаевку. Иван Мельников окончил курсы трактористов при Лоевской МТС, после чего работал в Николаевке.
В армию призван в июле 1941 года из рядов белорусских партизан. Сначала был связистом, затем разведчиком специальных частей глубинной разведки 2-го разведотдела штаба 3-го Белорусского фронта.
В годы Великой Отечественной войны был военным разведчиком. Входил в состав специальной диверсионно-разведывательной группы «Джек» (вместе с Иваном Целиковым, Иваном Овчаровым). Первым командиром группы был Павел Крылатых.
Первый раз сержант Иван Мельников был направлен в зафронтовую командировку в 1942 году на оккупированную немцами территорию Могилёвской области, где до лета 1944 года принимал участие в в боевых операциях в составе специальной диверсионно-разведывательной группы.
За успешное выполнение этого спецзадания сержант Иван Мельников был награждён орденом Отечественной войны.
25 июля 1944 года сержант Иван Мельников был включён в состав специальной диверсионно-разведывательной группы «Джек» на должность второго помощника (заместителя) командира группы. Оперативный псевдоним разведчика — «Крот».
Летом 1944 года помощник командира специальной диверсионно-разведывательной группы «Джек» И. И. Мельников в составе 10 человек был десантирован парашютным способом в Восточную Пруссию, в зону ставки Гитлера «Вольфшанце» («Волчье логово») под Кёнигсбергом.
С ночи 28 сентября 1944 года после гибели командира группы лейтенанта Николая Шпакова сержант Иван Мельников принял командование разведгруппой.
Начиная с глубокой ночи 12 ноября 1944 года, когда в расположение группы был десантирован с парашютом новый командир разведгруппы лейтенант Анатолий Моржин, сержант Иван Мельников снова приступил к исполнению обязанностей помощника командира группы.
Сержант Иван Мельников оставался помощником командира группы до последнего боестолкновения с эсэсовцами в лесном массиве Мышинской пущи.
В ходе данной операции, И. И. Мельников передал добытые в тяжелейших условиях радиограммы со сведениями о вражеских войсках. В этой операции Мельников И. И. геройски погиб.

## Специальная диверсионно-разведывательная группа «Джек»
«Джек» — специальная диверсионно-разведывательная группа «ДРГ» 3-го (диверсионного) отдела Разведывательного управления штаба 3-го Белорусского фронта. Была в подчинении в/части «Полевая почта 83462». Сформирована 25 июля 1944 года. Состав 10 человек. Заброшена в тыл врага в ночь на 27 июля 1944 года.
Разведгруппа была названа по имени оперативного псевдонима «Джек» её командира — капитана Павла Андреевича Крылатых.
В составе ДРГ «Джек» было 11 разведчиков, среди них 5 уроженцев России и 6 белорусов. Одной из двух радисток разведгруппы была Анна Морозова — участница Сещенского подполья на Брянщине, имя которой сегодня известно благодаря кинофильму «Вызываем огонь на себя». Среди белорусов: второй помощник командира разведгруппы сержант Иван Иванович Мельников, уроженец Лоевского района, и красноармеец Иван Андреевич Целиков, уроженец Гомельского района. Сержант Иван Мельников был включён в состав специальной ДРГ «Джек» на должность второго помощника (заместителя) командира группы. Оперативный псевдоним разведчика — «Крот».
Разведгруппа «Джек» формировалась в деревне Суходол вблизи Смоленска. После короткой подготовки 25 июля 1944 года разведчики попутным эшелоном убыли в Сморгонский район Гродненской области, где вблизи деревни Залесье находился полевой аэродром вспомогательной авиации. С этого аэродрома разведгруппа и вылетела в тыл врага.
Разведчики десантировались в глубокий тыл немецких войск с самолёта Ли-2 парашютным способом в ночь с 26-го на 27-е июля 1944 года в районе немецкой деревни Эльхталь.
Во время попытки переправиться через реку Парве (ныне река Луговая) погиб первый командир группы капитан Павел Крылатых. Разведгруппу возглавил первый помощник командира ДРГ «Джек» лейтенант Николай Шпаков.
В одной из радиограмм в Центр от 24 сентября 1944 года командир разведгруппы «Джек» лейтенант Николай Шпаков сообщает: «Сегодня на рассвете на лагерь напали эсэсовцы. Прочесывали лес весь день, преследуя нас по пятам. Прижали группу к просеке, на которой немцы заняли оборону. „Крот“ (Иван Мельников) и „Орел“ (Гена Юшкевич) уничтожили замаскированный пулеметный расчет на просеке, что позволило группе вырваться из окружения».
В сентябре 1944 года ДРГ «Джек» потеряла еще двух разведчиков: в ночь на 11 сентября во время облавы погиб белорус Иосиф Зварика, уроженец Дзержинского района Минской области, глубокой ночью 28 сентября пропал без вести второй командир ДРГ «Джек» белорус лейтенант Николай Шпаков, уроженец Витебской области. С ночи 28 сентября 1944 года ДРГ «Джек» временно возглавил второй помощник командира ДРГ «Джек» сержант Мельников Иван Иванович. К этому времени в разведгруппе оставалось только 7 человек.
Этой же ночью — 28 сентября при выходе разведгруппы из-под огня уже второй за ночь засады серьезно повредил ногу белорус Наполеон Ридевский, уроженец Минской области, переводчик разведгруппы. Командир ДРГ «Джек» сержант Иван Мельников принял решение — временно разделиться на две подгруппы и встретиться в заранее обговоренном лесном квадрате. После разделения разведгруппы ДРГ «Джек» была перенацелена Центром на выход в другой район ведения разведки.
Все добытые сведения, в том числе и карта с данными о немецком укрепрайоне, были переданы в разведотдел 3-го Белорусского фронта.
Командуя ДРГ «Джек» сержант Иван Мельников проявил свои лидерские качества. Так, в отчете Разведывательного управления штаба 3-го Белорусского фронта от 15 октября 1944 года указано: «… От разведгруппы „Джек“ поступает ценный материал. Из полученных 67 радиограмм — 47 информационных. Несмотря на потерю капитана П. Крылатых и лейтенанта Н. Шпакова второй помощник командира разведгруппы сержант Иван Мельников с руководством группой, справляется». Однако, в силу отсутствия у сержанта Ивана Мельникова специального военного образования и, особенно, в вопросах военно-топографической подготовки, Центр принял решение назначить командиром ДРГ «Джек» подготовленного офицера, а сержанта Ивана Мельникова вернуть на прежнюю должность заместителя командира разведгруппы. Глубокой ночью 12 ноября 1944 года в расположение группы был десантирован с парашютом новый командир разведгруппы, третий по счету, лейтенант Анатолий Моржин. Сержант Иван Мельников снова приступил к исполнению обязанностей заместителя командира разведгруппы. ДРГ «Джек» уже в составе 6 разведчиков продолжила выполнение боевой задачи.
Группа «Джек» вела разведывательные действия практически по всей территории Восточной Пруссии и даже на части польской территории. Особое внимание придавалось шоссейным и железнодорожным магистралям. За более, чем пяти месяцев ведения разведки в глубоком тылу противника разведчики смогли вскрыть элементы обороны укрепрайонов, нанести их на карту, передать в Центр координаты секретных аэродромов, места расположения штабов воинских частей, мест сосредоточения танков, самоходных артиллерийских установок, баз хранения вооружения, боеприпасов, горючего и продовольствия.
В первых числах декабря 1944 года ДРГ «Джек» находилась на территории Польши. К середине декабря разведчики ДРГ «Джек» вышли по указанию Центра к лагерю польских партизан в лесном массиве Мышинской пущи. 27 декабря квадрат лесного массива, где находилась землянка разведчиков, был плотно окружен специализированной частью войск СС.
Получили тяжелые ранения командир группы лейтенант Анатолий Моржин и его заместитель сержант Иван Мельников. Смертельное ранение получила радистка старшина Зинаида Бардышева.
Командир группы лейтенант Анатолий Моржин и его заместитель сержант Иван Мельников вероятнее всего оба были погибли. Однако подробностей их гибели, как, впрочем, и место их захоронения до сих пор не выяснено.
Радистка сержант Анна Морозова, сумев уйти из кольца окружения, после нескольких дней блуждания по лесу, наткнулась на разведгруппу капитана Черных, действовавшей в соседнем районе. В этот же день — 30 декабря, Анна Морозова смогла наконец связаться с Центром и доложить подробности последнего боя разведгруппы «Джек».
Через сутки, 31 декабря 1944 года, разведгруппа капитана Черных внезапно подверглась нападению эсэсовцев, сидевших в засаде. Анна Морозова, тяжело раненая в руку разрывной пулей, успела уничтожить секретные радиокоды, зубами вырвала чеку из последней гранаты и дождавшись, когда фашисты подойдут поближе, подорвала себя вместе с ними.
Имена всех разведчиков ДРГ «Джек» были занесены в Книгу памяти Калининградской области «Назовем поименно». А на самой территории Калининградской области память разведчиков ДРГ «Джек» была увековечена еще и памятниками и обелисками.
ДРГ «Джек» также была занесена в выпущенный английскими спецслужбами специальный каталог лучших разведывательных групп военных разведок мира XX века.
По дороге из Калининграда в город Советск, у посёлка Болынаково расположен памятник в виде трёх парашютов. На центральном парашюте высечены слова: «В кольце врагов, презрев и плен, и смерть, вы шли к победе не жалея жизни».

## Награды и звания
- Орден Отечественной войны I степени (Приказ № 638 от 24.08.1944)[1].

## Память
- Увековечен в Книге памяти Калиниградской области «Назовем поименно» — за выполнение особо трудное специальное задание в тылу врага на территории Восточной Пруссии.
- В посёлке Дальнее Полесского района Калининградской области (северо-западное шоссе Талпаки-Советск) в 1987 году был установлен памятник помощнику командира ДРГ «Джек» сержанту Мельникову Ивану Ивановичу. На памятнике надпись «В этом районе активных действий разведгруппы „Джек“ принял свой последний бой заместитель командира группы Иван Иванович Мельников».
- 17 октября 2019 года средней школе в агрогородке Ручаёвка Лоевского района Гомельской области присвоено имя И. И. Мельникова[2][3], выпускником которой является Герой. Одна из экспозиций Музея народной славы ГУО «Ручаёвская средняя школа имени И. И. Мельникова» посвящена Герою, также экспонаты музея посвящены деятельности группы «Джек». На здании школы установлена мемориальная доска в честь И. И. Мельникова (18.10.2019)[4].

## В литературе и кинематографии
- В 1969 году член разведгруппы Н. Ф. Ридевский написал повесть «Парашюты на деревьях», а в 1973 году по мотивам этой повести снят художественный фильм «Парашюты на деревьях» (режиссёр Иосиф Шульман, киностудия «Беларусьфильм»). Фильм рассказывает о действиях членов группы «Джек» на территории Восточной Пруссии.
- Издана книга А. Горчакова «Лебединая песня» (1969).
- 5 сентября 2017 года в Калининграде состоялась презентация книги «Последний из группы „Джек“» самого молодого из состава разведгруппы «Джек» Геннадия Владимировича Юшкевича.